# Coupe de France 1917/18
Het seizoen 1917/18 was het eerste seizoen van de Coupe de France in het voetbal. Deze editie werd georganiseerd door het Comité Français Interfédéral (CFI), de overkoepelende sportfederatie in Frankrijk in die periode.
Het toernooi ging van start ten tijde van de Eerste Wereldoorlog. Aan de eerste editie namen 48 clubs deel die bij vier sportorganisaties waren aangesloten. De meeste clubs (26) waren aangesloten bij de USFSA, twaalf bij de (christelijke) FGSPF, negen bij de LFA en één bij de FCAF. Clubs uit de regio Elzas-Lotharingen vielen nog onder Duits gezag.
Het toernooi ging in oktober 1917 van start met een voorronde en eindigde op 5 mei 1918 met de finale in het Stade de la Rue Olivier-de-Serres in het 15e arrondissement van Parijs. De zege ging naar het USFSA-lid Olympique Pantin dat met vier Belgen in de finale aantrad; doelman René Decoux en de verdedigers Van Roey, Lambrechts en Van Steck. Olympique Pantin versloeg FC Lyon met 3-0.

## Uitslagen

### Voorronde
De wedstrijden werden op 7 en 21 (Olympique Marseille-Herculis Monaco) oktober 1917 gespeeld.
| Winnaar                      | Uitslag | Verliezer              |
| ---------------------------- | ------- | ---------------------- |
| Raincy Sports                | 4-3     | CA Boulogne-sur-Seine  |
| Racing Club de France        | 7-0     | Margarita Club Vésinet |
| Lyon OU                      | 4-1     | ES Dijon               |
| Olympique Marseille          | 7-0     | Herculis Monaco        |
| Paris Star                   | 3-1     | London County SC       |
| ES Mont-de-Marsan            | 3-1     | ISC Toulouse           |
| Légion Saint-Michel (Parijs) | 8-0     | US Voltaire (Parijs)   |
| AS Lyon                      | 4-2     | CO Saint-Chamond       |

| Winnaar                   | Uitslag       | Verliezer                    |
| ------------------------- | ------------- | ---------------------------- |
| USA Clichy                | 4-1           | Avenir Gentilly              |
| Standard AC Paris         | 5-1           | Championnet Sports           |
| Cadets Bretagne (Rennes)  | niet gespeeld | US Le Mans                   |
| CA Vitry                  | 2-3 *         | British Aviation FC (Parijs) |
| AVS Auxerre               | 6-1           | AJ Auxerre                   |
| SS Stade Jean Macé        | 3-1           | Jeunes Chaumont              |
| La Tour d'Auvergne Rennes | 8-0           | Entente Rennes               |
| UA Cognac                 | 1-0           | VGA Médoc (Bordeaux)         |

### 1/16e finale
De wedstrijden zijn gespeeld op 4 november, de beslissingswedstrijden op 18 (eerste tussen FC Lyon-AS Lyon) en 25 november.
| Winnaar               | Uitslag             | Verliezer           |
| --------------------- | ------------------- | ------------------- |
| Olympique Pantin      | 4-1                 | Légion Saint-Michel |
| FC Lyon               | 2-2 nv; 1-1 nv; 5-0 | AS Lyon             |
| CASG Paris            | 5-0                 | Stade Français      |
| AS Française Paris    | 13-0                | USA Clichy          |
| Club Français         | 2-2nv; 5-1          | Standard AC Paris   |
| Stade Rennes          | 3-1                 | Cadets Bretagne     |
| Raincy Sports         | 7-0                 | CA Vitry            |
| Racing Club de France | 5-0                 | Le Havre AC         |

| Winnaar                       | Uitslag | Verliezer                 |
| ----------------------------- | ------- | ------------------------- |
| Lyon OU                       | 3-2     | AVS Auxerre               |
| Olympique Marseille           | 2-0     | CS Terreaux Lyon          |
| Paris Star                    | 2-1     | Patronage Olier (Parijs)  |
| Étoile des Deux Lacs (Parijs) | 2-1     | Gallia Club Paris         |
| US Suisse Paris               | 15-0    | SS Stade Jean Macé        |
| AS Brest                      | 4-1     | La Tour d'Auvergne Rennes |
| ES Mont-de-Marsan             | 5-1     | UA Cognac                 |
| CA Paris                      | 6-1     | CA Paris XIVe             |

### 1/8 finale
De wedstrijden werden op 2 december 1917 gespeeld.
| Winnaar            | Uitslag | Finalist             |
| ------------------ | ------- | -------------------- |
| Olympique Pantin   | 5-1     | Lyon OU              |
| FC Lyon            | 2-0     | Olympique Marseille  |
| CASG Paris         | 11-0    | Paris Star           |
| AS Française Paris | 8-1     | Étoile des Deux Lacs |

| Winnaar               | Uitslag | Finalist          |
| --------------------- | ------- | ----------------- |
| Club Français         | 3-1     | US Suisse Paris   |
| Stade Rennes          | 7-3     | AS Brest          |
| Raincy Sports         | 2-0     | ES Mont-de-Marsan |
| Racing Club de France | 4-1     | CA Paris          |

### Kwartfinale
De wedstrijden werden op 3 februari 1918 gespeeld.
| Winnaar            | Uitslag | Finalist              |
| ------------------ | ------- | --------------------- |
| Olympique Pantin   | 3-2     | Club Français         |
| FC Lyon            | 2-1     | Stade Rennes          |
| CASG Paris         | 4-1     | Raincy Sports         |
| AS Française Paris | 4-2     | Racing Club de France |

### Halve finale
De wedstrijden werden op 3 maart 1918 gespeeld.
| Winnaar          | Uitslag | Finalist           |
| ---------------- | ------- | ------------------ |
| Olympique Pantin | 2-1     | CASG Paris         |
| FC Lyon          | 1-0     | AS Française Paris |

### Finale
De wedstrijd werd op 5 mei 1918 gespeeld in het Stade de la Rue Olivier-de-Serres in het 15e arrondissement van Parijs voor 2.000 toeschouwers. De wedstrijd stond onder leiding van scheidsrechter Jacques Battaille.
| Winnaar                    | Uitslag | Finalist |
| -------------------------- | ------- | -------- |
| Olympique Pantin           | 3-0     | FC Lyon  |
| Émile Fiévet Louis Darques |         |          |

1917/18 · 1918/19 · 1919/20 · 1920/21 · 1921/22 · 1922/23 · 1923/24 · 1924/25 · 1925/26 · 1926/27 · 1927/28 · 1928/29 · 1929/30 · 1930/31 · 1931/32 · 1932/33 · 1933/34 · 1934/35 · 1935/36 · 1936/37 · 1937/38 · 1938/39 · 1939/40 · 1940/41 · 1941/42 · 1942/43 · 1943/44 · 1944/45 · 1945/46 · 1946/47 · 1947/48 · 1948/49 · 1949/50 · 1950/51 · 1951/52 · 1952/53 · 1953/54 · 1954/55 · 1955/56 · 1956/57 · 1957/58 · 1958/59 · 1959/60 · 1960/61 · 1961/62 · 1962/63 · 1963/64 · 1964/65 · 1965/66 · 1966/67 · 1967/68 · 1968/69 · 1969/70 · 1970/71 · 1971/72 · 1972/73 · 1973/74 · 1974/75 · 1975/76 · 1976/77 · 1977/78 · 1978/79 · 1979/80 · 1980/81 · 1981/82 · 1982/83 · 1983/84 · 1984/85 · 1985/86 · 1986/87 · 1987/88 · 1988/89 · 1989/90 · 1990/91 · 1991/92 · 1992/93 · 1993/94 · 1994/95 · 1995/96 · 1996/97 · 1997/98 · 1998/99 · 1999/00 · 2000/01 · 2001/02 · 2002/03 · 2003/04 · 2004/05 · 2005/06 · 2006/07 · 2007/08 · 2008/09 · 2009/10 · 2010/11 · 2011/12 · 2012/13 · 2013/14 · 2014/15 · 2015/16 · 2016/17 · 2017/18 · 2018/19 · 2019/20 · 2020/21 · 
2021/22 · 2022/23 · 2023/24 · 2024/25 ·